# Teppichreiniger (Gerät)
Ein Teppichreiniger ist ein Haushaltsgerät zum Reinigen von Teppichen. Er kann an einen Staubsauger angeschlossen werden, ein selbständiges elektrisches Gerät oder rein mechanisch ausgeführt sein. 

## Elektrogeräte
Elektrische Teppichreiniger verfügen über einen Tank für die Teppichreinigungsflüssigkeit. Sie bildet durch das Rollen der Bürsten den Teppichschaum. Die Bürsten können an die Art des Teppichs angepasst werden. Bei einem harten Teppich empfiehlt sich ein eher grobes, kurzborstiges Bürstensystem. Bei weichen, dicken Teppichen sind feine, lange Bürstenhaare sinnvoll. Der Schaum wird in den Teppich gerieben und muss dort komplett einziehen und trocknen.

## Teppichkehrer

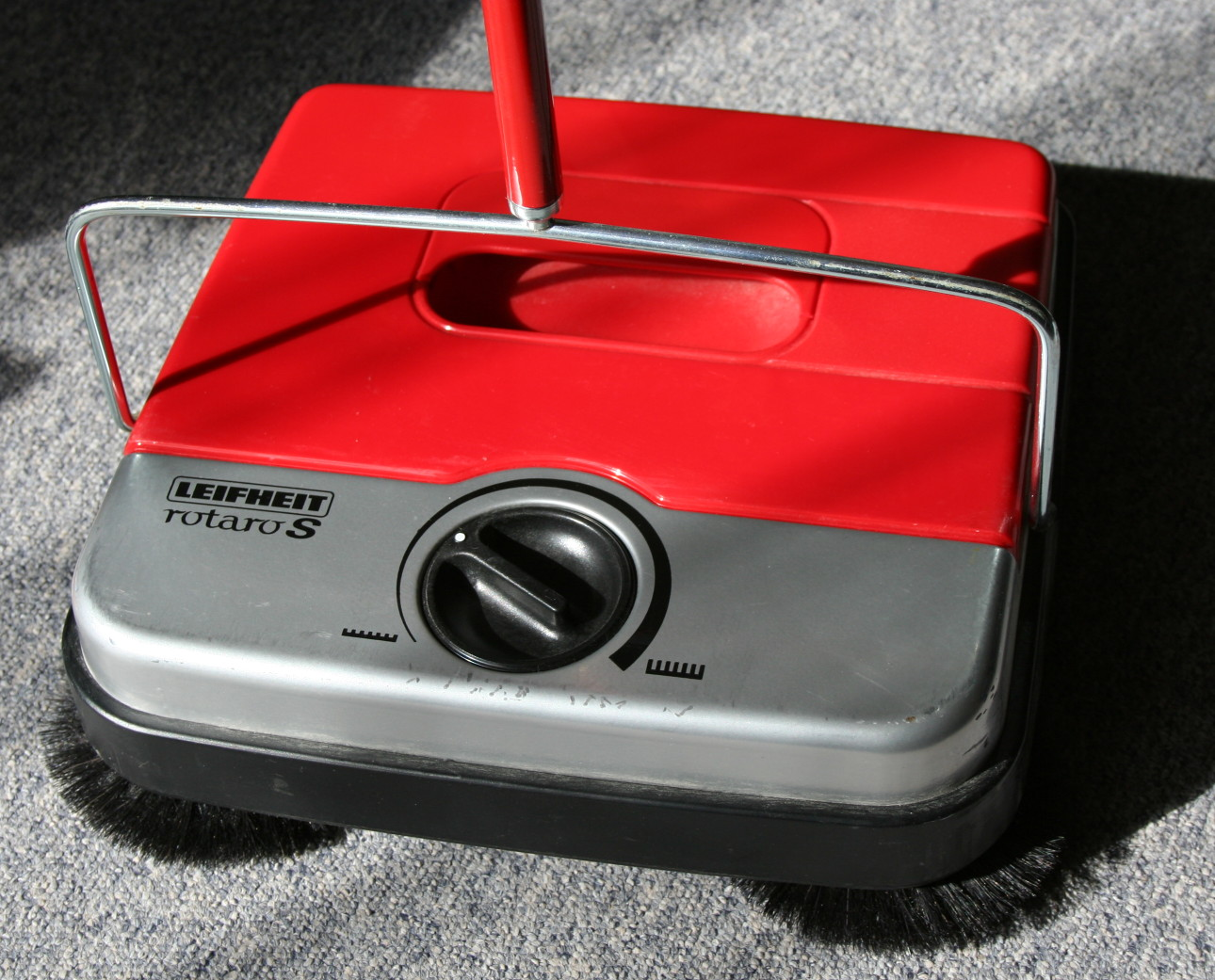
Teppichdackel: Mit dem Drehregler können die Bürsten und Walzen höhenverstellt werden.

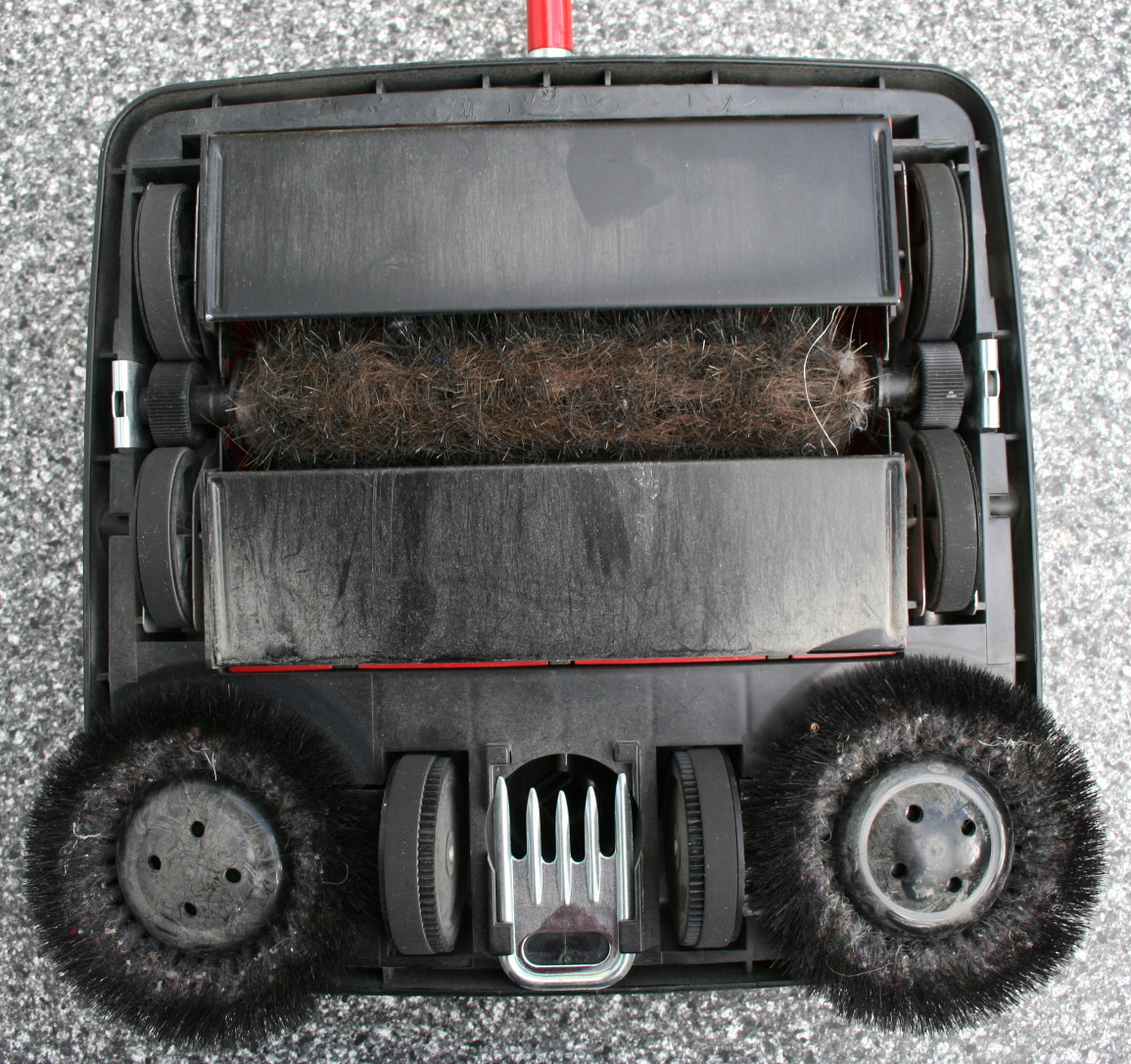
Teppichdackel von unten: zwei Bürsten, eine Walzenbürste, ein entnehmbarer Metallkamm zum Reinigen der Bürsten

Teppichkehrer, umgangssprachlich auch Teppichdackel, sind mechanische Teppichkehrgeräte, die das Prinzip der Teppichklopfer über rotierende Bürsten in einem Kasten auf Rollen in effizienterer Art und Weise modernisiert haben.
Der Teppichkehrer wurde vom amerikanischen Töpferwarenhändler und Erfinder Melville R. Bissell entwickelt und am 19. September 1876 zum Patent angemeldet. Auf die Idee kam er, da er immer wieder Sägestaub aus den Teppichen seiner Geschäftsräume klopfen musste. Zunächst fertigte er nur einen Prototyp zum Eigengebrauch. Mit diesem Gerät war es erstmals möglich, einen Teppich auch im Liegen vor Ort relativ gründlich zu reinigen. Als immer mehr Menschen fragten, wo man so ein Gerät kaufen könne, begann er mit der Serienproduktion des Gerätes. Mit der Verbreitung des Gerätes fand auch das Verb to bissell (engl.: bisseln) Eingang in die englische Sprache. Queen Victoria bestand darauf, dass ihr Palast wöchentlich „gebissellt“ wurde. Eine weite Verbreitung in Deutschland erfuhr der nach den gleichen Prinzip funktionierende Leifheit-Rotaro aus dem Jahr 1960.
Der Teppichkehrer ist somit der Vorläufer der heute in Privathaushalten üblichen Staubsauger, die im Gegensatz zum Teppichkehrer jedoch Strom benötigen, sei es aus einer Steckdose oder einem Akku.
Mangels großvolumiger Auffangbehälter braucht man bei der Reinigung größerer Flächen mehr Zeit, da man den Teppichdackel (begrenztes Volumen des Staubauffangbereichs) häufiger entleeren muss. Des Weiteren ist die Reinigungsleistung prinzipbedingt geringer als die von Staubsaugern. Schwächen des Teppichdackels zeigen sich in den Ecken, wo trotz rotierender Bürsten Schmutz verbleiben kann, und beim Umkurven von Möbelbeinen.